# التصاق الشفرين
```

```

يحدث التصاق الشفرين عند الإناث فقط عند الولادة خصوصاً في الشهر السادس أو السابع بنسبة كبيرة الشهر التاسع بنسبة قليلة، فهو عبارة عن عيب خلقي يحدث نتيجة عدم انفصال الشفرين الصغيرين عند فرج الأنثى من الجزء الأمامي للفرج أسفل البظر، أو بمعنى آخر عدم اكتمال عملية انفصال الشفرين عند الجنين داخل رحم أمه، الأمر الذي يستوجب التدخل الجراحي الطبيب المختص بأمراض الأجهزة التناسلية لدى المرأة، وتبدأ عملية الفحص بدقة متناهية لأن نسبة الخطورة عالية، ويجب أولاً أخذ صورة مقطعية لضمان وجود الرحم والقناة أولا قبل إجراء أي عملية جراحية لفتح الشفرين عندها تبدأ عملية الفتح بإحداث ثقوبات صغيرة للتأكد من أن الوضع طبيعي عندها يمكن إزالة الالتصاق ووضع كل شفر في مكانه بعيداً عن الآخر، هذا وتكمن خطورة هذا النوع من العيوب الخلقية في أنه كلما كبرت الفتاة وبلغت فإنها بحاجة إلى طرد دم الدورة الشهرية والذي بدوره يسبب لها مشاعفات خطيرة وهذا مما لا يحمد عقباه، فالواجب إجراء العملية الجراحية في سن مبكرة قبل بلوغ الدورة الشهرية.